# Christina Gerarda Enschedé
Christina Gerarda Enschedé (Haarlem, 10 de desembre de 1791 - 1873) fou una pintora neerlandesa del segle XIX

## Biografia
Va néixer en Haarlem com la cinquena de nou fills i la tercera filla de Johannes Enschedé Jr. i la seva dona Johanna Elisabeth Swaving. Després de la mort prematura del seu pare el 1799 es va convertir en sòcia del negoci familiar però no va prendre part activa en les actuacions diàries. Ella i la seva germana Sandrina van prendre classes de dibuix i estaven actives en els grups de societat de la seva mare. El Museu Teyler té aquarel·les realitzades per ambdues dones.
Va fer pintures de bodegons amb flors i fruita a la manera de Vincent Jansz van der Vinne i va regalar un a Jan van Walré el 1829 qui va escriure un poema sobre ella.
Segons el Rijksbureau voor Kunsthistorische Documentatie és coneguda pels seus bodegons que daten en la seva majoria al voltant del 1830. Va signar els seus treballs com a «C. Enschedé»' o «C.G. Enschedé»
Mai es va casar i va viure en una casa, prop de l'empresa familiar al Oude Groenmarkt darrere del St. Bavochurch, on està enterrada a la tomba de la família.